# Nattflyn
Nattflyn (Noctuidae) är den största familjen i insektsordningen fjärilar med över 35 000 kända arter varav cirka 430 är påträffade i Sverige. Vingspannet ligger oftast mellan 3 och 5 centimeter. Störst är den Sydamerikanska arten ugglefly (Thysania agrippina) med ett vingspann på upp till 30,4 centimeter vilket är störst av alla fjärilar.

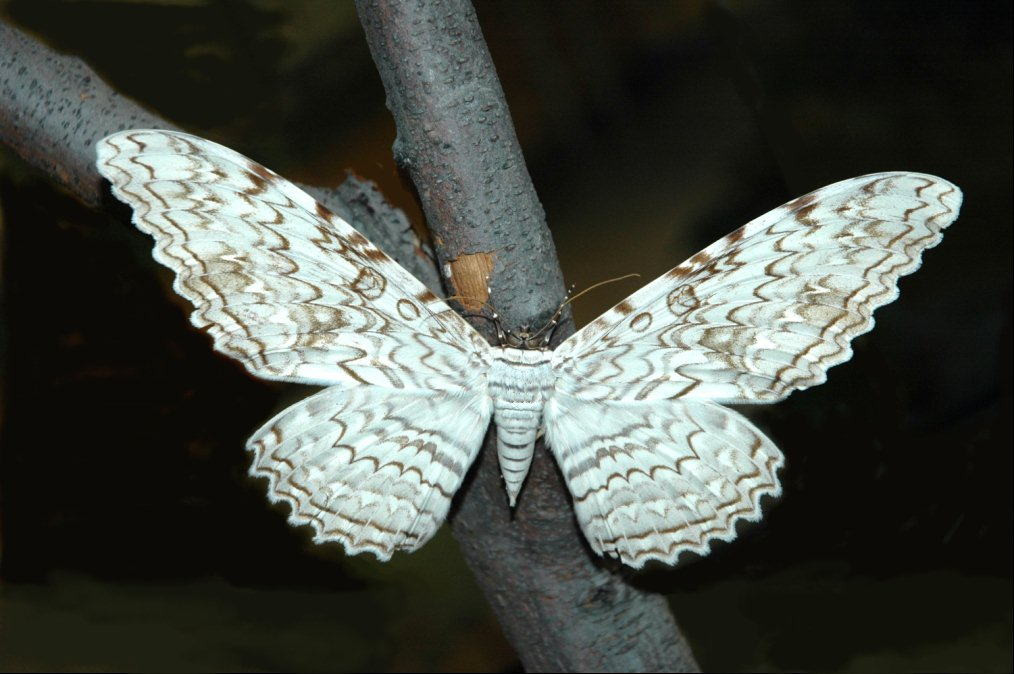
Ugglefly (Thysania agrippina) är världens största fjäril med ett vingspann på 32 cm

Familjens vetenskapliga namn är bildat av det latinska ordet noctuus (under natten).